# John R. Rettig
John Robert Rettig, född 14 februari 1878 i Åbo, död 1959, var en svensk företagsledare.
Rettig, som var son till brukspatron Carl Vilhelm Rettig och Valborg Lönngren, avlade studentexamen i Nyköping och studerade vid handelshögskolan i Köln. Han praktiserade hos rederi- och skeppsmäklarfirmor i Göteborg, London och Paris 1899–1905 och var vice verkställande direktör i Lavéns Kolimport AB 1906–1916. Han var innehavare av firma John R. Rettig, som han grundade 1909 för export och import av mineral. Han drev olika fältspatsgruvor och ägde en mineralkvarn i Henån på Orust. Han är gravsatt på Norra begravningsplatsen i Stockholm.